# Boeing 767
De Boeing 767 is een tweemotorig widebody straalverkeersvliegtuig van de Amerikaanse vliegtuigfabrikant Boeing.

## Geschiedenis
Het toestel werd samen met de Boeing 757 ontwikkeld, zodat piloten en onderhoudspersoneel snel met beide toestellen konden werken. 
De Boeing 767-200 werd in 1978 geïntroduceerd, en de productie begon in 1982. Daarna volgden de verlengde versies 767-300 (1986) en 767-400.

## Kenmerken
De oorspronkelijke Boeing 767-200, met een capaciteit van 180 tot 250 passagiers, was niet meteen een groot succes, en was in eerste instantie bedoeld als vervanger voor de Boeing 727 in het Amerikaanse binnenlandse luchtverkeer. Boeing besloot al snel de 767 verder te ontwikkelen. Eerst werd het vliegbereik verbeterd met de -200ER die een afstand van 13.000 km kan afleggen. Hiermee werd de 767 ook geschikt voor intercontinentaal vliegverkeer. In 1986 presenteerde het bedrijf de verlengde Boeing 767-300 met een capaciteit van 210 tot 300 passagiers. Al snel volgde de Boeing 767-300(ER) met een vliegbereik van 12.000 km. Deze laatste versie is bijzonder succesvol gebleken en bijna twee derde van alle gebouwde 767s zijn van deze variant. Vreemd genoeg is de laatste passagiersversie, de nog verder verlengde 767-400ER, geen succes gebleken.

## Concurrentie
De 767 heeft altijd moeten concurreren met de Airbus A310 en Airbus A300. Het belangrijkste verschil met deze toestellen is dat de Airbussen een bredere romp hebben en meer vracht kunnen meenemen, maar een kleiner vliegbereik hebben dan de ER-versies van de 767. Uiteindelijk zijn van de 767 aanzienlijk meer toestellen verkocht: begin 2011 liep de duizendste van de band, vooral omdat Amerikaanse maatschappijen er grote vloten van hebben opgebouwd. Tegen de Airbus A330 is de 767 minder goed opgewassen, daarom wordt deze nu vervangen door de Boeing 787. Wel zal de productie van de 767 nog blijven doorgaan met een tankerversie voor de Amerikaanse luchtmacht.

## Klanten

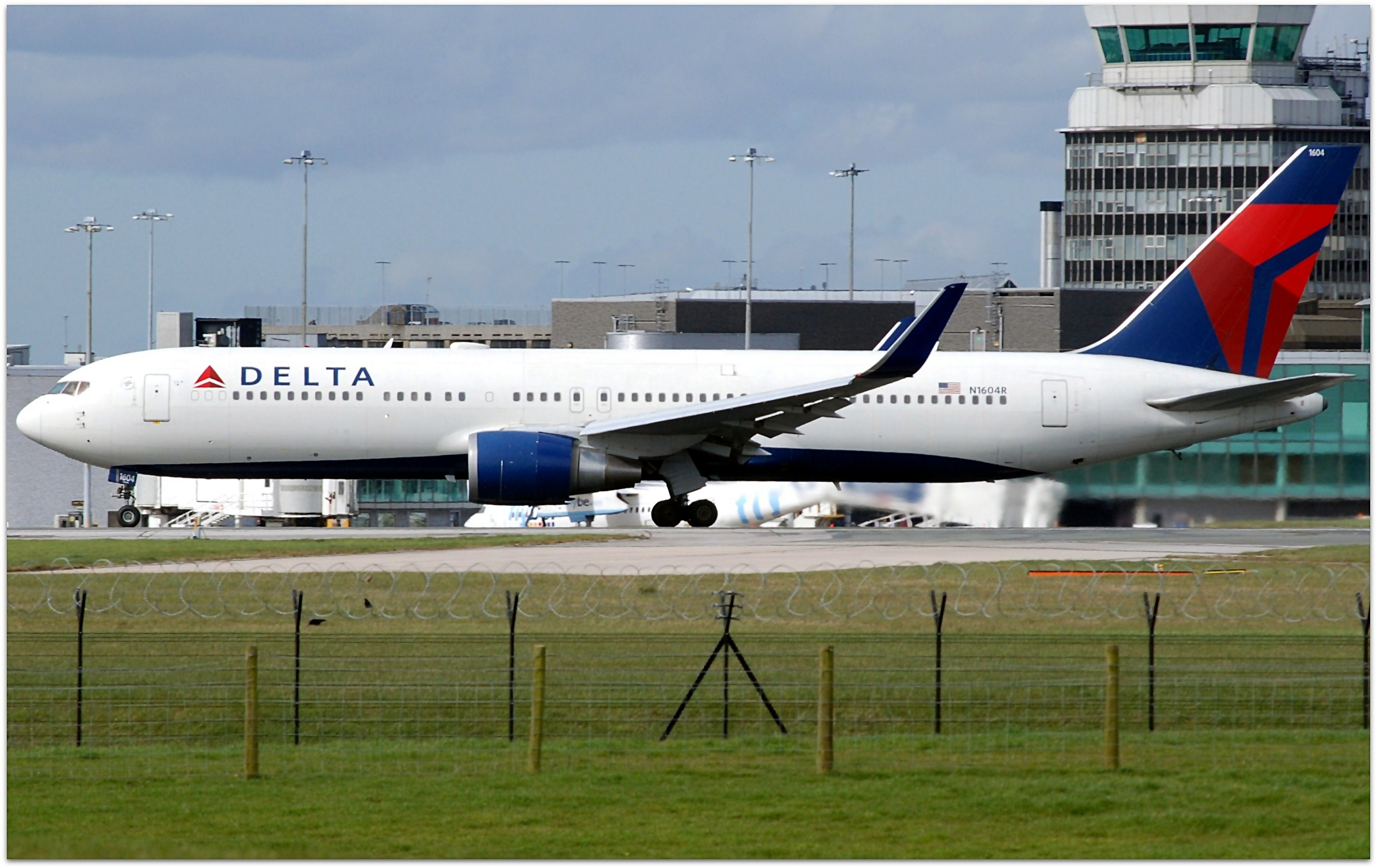
Een Boeing 767-300ER van Delta Air Lines.

De Amerikaanse passagiersmaatschappijen Delta Air Lines en United Airlines vliegen nog met de 767. Verder vliegen o.a. Icelandair, Japan Airlines, LATAM Airlines Chile, All Nippon Airways, Uzbekistan Airways en Austrian Airlines met de 767.
De Italiaanse en Japanse luchtmacht gebruiken het vliegtuig ook als tankvliegtuig, waarbij via het systeem van flying boom andere vliegtuigen worden bijgetankt in de lucht.

### België
Sobelair leasede van 1994 tot haar faillissement in 2004 enkele Boeing 767-toestellen. In de vloot van TUI fly zaten ook enkele Boeing 767-300ER, tot 2022.

### Nederland
Martinair had 7 Boeing 767-300ER's  die werden ingezet op vluchten naar verre bestemmingen en op charterbasis. KLM had 12 Boeing 767-300ER-toestellen (alle in leasevorm), ter vervanging van de Airbus A310. De 767 werd vanaf 1995 ingezet, meestal op drukke Europese bestemmingen en verre lijndienstvluchten. Alle 767-toestellen van KLM zijn niet langer in gebruik: inmiddels zijn ze vervangen door de Airbus A330 en Boeing 777. De laatste vlucht die met een KLM 767-300ER werd uitgevoerd, landde op 4 maart 2007 op Schiphol. Air Holland had 4 Boeings 767-300's, en 2 Boeings 767-200 (geleaset van Britannia Airways). Holland Exel had 3 Boeing 767-300ER's, die eerder door Air Holland werden gebruikt; dit drietal werd uitgebreid met een vierde toestel dat in 2005 werd geleverd. ArkeFly heeft de 767's van Holland Exel na faillissement overgenomen. De laatste hiervan werd eind april 2015 verkocht aan het Belgische Jetairfly. Op 4 november 2024 werd de laatste 767 van TUI fly Netherlands uit de vloot genomen.

## Types

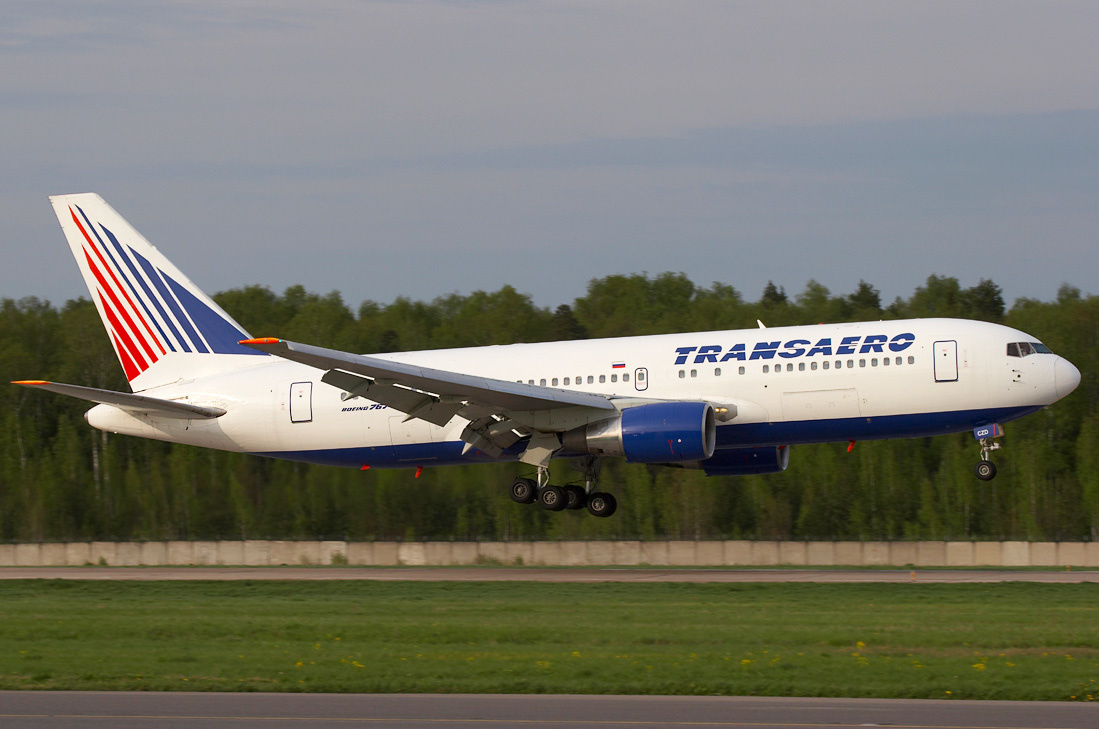
Een Boeing 767-200ER van Transaero.

- Boeing 767-200
- Boeing 767-200ER
- Boeing 767-300
- Boeing 767-300ER
- Boeing 767-300F (Freighter)
- Boeing 767-400
- Boeing 767-400ER

## Incidenten en ongelukken
Op 23 juli 1983 kwam een Boeing 767-233 van Air Canada op 12 kilometer hoogte zonder brandstof te zitten. Het lukte de piloten door middel van een glijvlucht het vliegtuig aan de grond te zetten. Iedereen aan boord overleefde het incident.
Op 26 mei 1991 stortte Lauda Air vlucht 004, een Boeing 767-3Z9ER, neer nadat straalomkeerder 1 (die van de linkermotor) onbedoeld werd ingeschakeld. Hierdoor raakte het vliegtuig in een overtrek en stortte het neer. Geen van de 213 passagiers en 10 bemanningsleden overleefde deze ramp.
Op 31 oktober 1999 stortte EgyptAir-vlucht 990, uitgevoerd met een Boeing 767-366ER, neer in de Atlantische Oceaan. Er vielen 217 doden.
Bij de aanslagen van 11 september 2001 waren de twee vliegtuigen die in het World Trade Center crashten een 767-223ER en 767-222. Bij deze twee crashes kwamen naast 2606 mensen op de grond, in totaal 127 passagiers, 20 bemanningsleden en 10 kapers om het leven.

## Specificaties

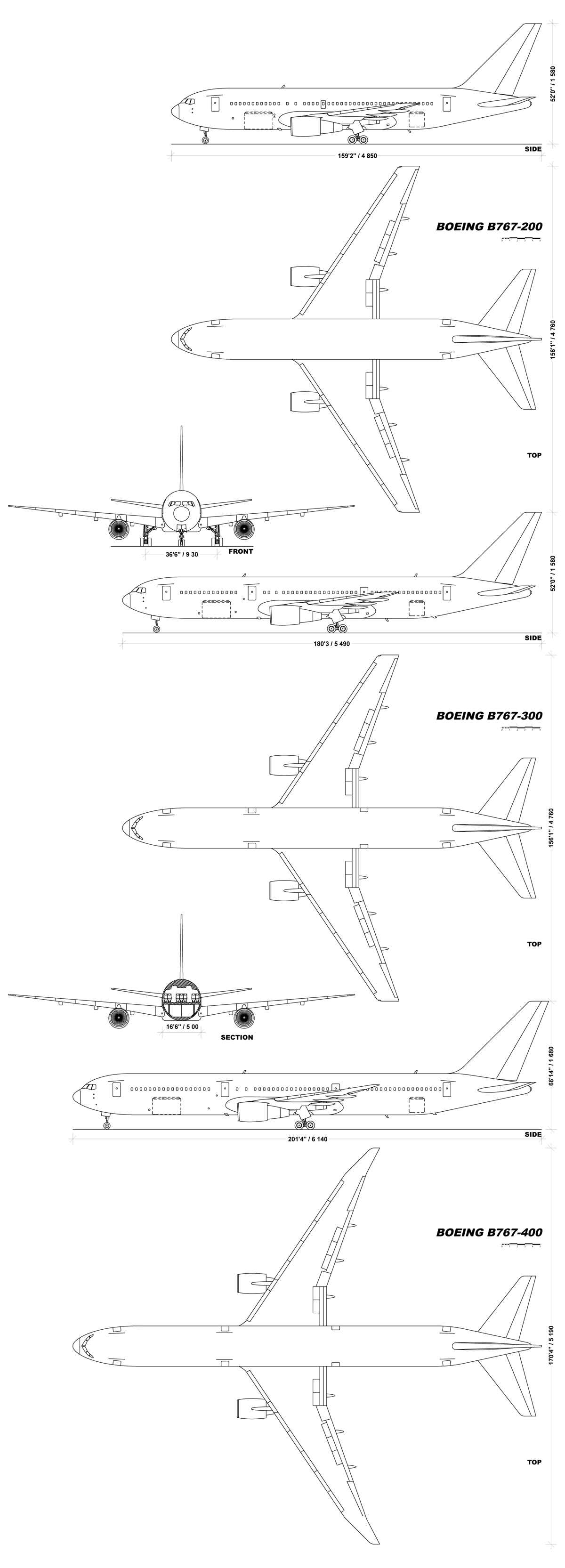
De verschillen van de 767 varianten.

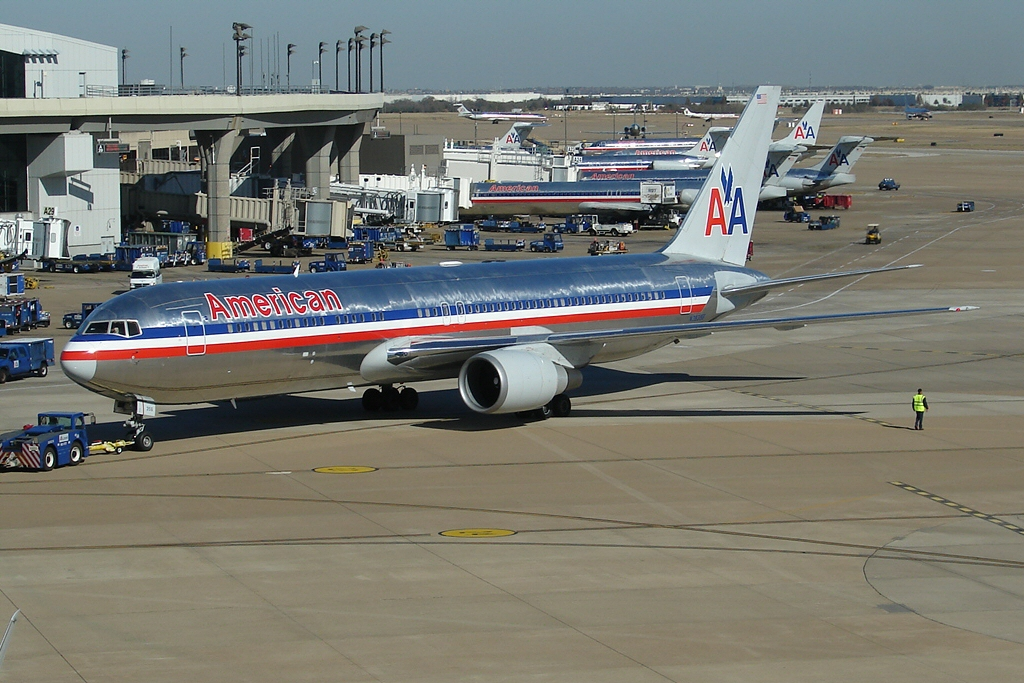
Een Boeing 767-300ER van American Airlines op Dallas/Fort Worth International Airport.

|                                                    |                                                    | Boeing 767           |                                  |                      |                      |                      |                      |
| 767-200                                            | 767-200ER                                          | 767-300              | 767-300ER                        | 767-300F             | 767-400ER            |                      |                      |
| Interieur                                          |                                                    |                      |                                  |                      |                      |                      |                      |
| Interieurbreedte                                   | Interieurbreedte                                   | 4,72 m               | 4,72 m                           | 4,72 m               | 4,72 m               | 4,72 m               | 4,72 m               |
| Aantal stoelen                                     |                                                    |                      |                                  |                      |                      |                      |                      |
| Maximum                                            | 290                                                | 290                  | 350                              | 350                  | n.v.t                | 375                  |                      |
| 2 klassen                                          | 224                                                | 224                  | 269                              | 269                  | n.v.t                | 304                  |                      |
| 3 klassen                                          | 181                                                | 181                  | 218                              | 218                  | n.v.t                | 245                  |                      |
| Meest gebruikte stoelconfiguratie in economy class | Meest gebruikte stoelconfiguratie in economy class | 2-3-2                | 2-3-2                            | 2-3-2                | 2-3-2                | 2-3-2                |                      |
|                                                    |                                                    | Afmetingen           |                                  |                      |                      |                      |                      |
| Lengte                                             | Lengte                                             | 48,5 m               | 48,5 m                           | 54,9 m               | 54,9 m               | 54,9 m               | 61,4 m               |
| Rompbreedte                                        | Rompbreedte                                        | 5,03m                | 5,03m                            | 5,03m                | 5,03m                | 5,03m                | 5,03m                |
| Hoogte                                             | Hoogte                                             | nb                   | 15,8 m                           | nb                   | 15,8 m               | 16,0 m               | 16,8 m               |
| Romphoogte                                         | Romphoogte                                         | 5,41 m               | 5,41 m                           | 5,41 m               | 5,41 m               | 5,41 m               | 5,41 m               |
| Spanwijdte                                         | Spanwijdte                                         | 47,6 m               | 47,6 m                           | 47,6 m               | 47,6 m               | 47,6 m               | 51,9 m               |
| Vleugeloppervlakte                                 | Vleugeloppervlakte                                 | 283,3 m2             | 283,3 m2                         | 283,3 m2             | 283,3 m2             | 283,3 m2             | 290,7 m2             |
|                                                    |                                                    | Gewicht              |                                  |                      |                      |                      |                      |
| Operationeel leeggewicht                           | Operationeel leeggewicht                           | 80.130 kg            | 82.380 kg                        | 86.070 kg            | 90.010 kg            | 86.180 kg            | 103.870 kg           |
| Maximaal startgewicht                              | Maximaal startgewicht                              | 142.880 kg           | 179.170 kg                       | 158.760 kg           | 186.880 kg           | 186.880 kg           | 204.120 kg           |
|                                                    |                                                    | Motoren (x2)         |                                  |                      |                      |                      |                      |
| Producent, type en stuwkracht                      |                                                    |                      |                                  |                      |                      |                      |                      |
| General Electric                                   | CF6-80A 222 kN CF6-80C2 276 kN                     | CF6-80C2 276 kN      | CF6-80A 222 kN CF6-80C2 276 kN   | CF6-80C2 276 kN      | CF6-80C2 276 kN      | CF6-80C2 276 kN      |                      |
| Pratt & Whitney                                    | JT9D-7R4 220 kN PW4000-94 282 kN                   | PW4000-94 282 kN     | JT9D-7R4 220 kN PW4000-94 282 kN | PW4000-94 282 kN     | PW4000-94 282 kN     | PW4000-94 282 kN     |                      |
| Rolls-Royce                                        |                                                    |                      |                                  | RB211-524H 265 kN    | RB211-524H 265 kN    |                      |                      |
|                                                    |                                                    | Snelheid             |                                  |                      |                      |                      |                      |
| Kruissnelheid                                      | Kruissnelheid                                      | Mach 0,80 (851 km/u) | Mach 0,80 (851 km/u)             | Mach 0,80 (851 km/u) | Mach 0,80 (851 km/u) | Mach 0,80 (851 km/u) | Mach 0,80 (851 km/u) |
| Maximumsnelheid                                    | Maximumsnelheid                                    | Mach 0,86 (913 km/u) | Mach 0,86 (913 km/u)             | Mach 0,86 (913 km/u) | Mach 0,86 (913 km/u) | Mach 0,86 (913 km/u) | Mach 0,86 (913 km/u) |
|                                                    |                                                    | Vlieghoogte          |                                  |                      |                      |                      |                      |
| Kruishoogte                                        | Kruishoogte                                        | 11.000 m             | 11.000 m                         | 11.000 m             | 11.000 m             | 11.000 m             | 11.000 m             |
|                                                    |                                                    | Overige              |                                  |                      |                      |                      |                      |
| Vrachtcapaciteit                                   | Vrachtcapaciteit                                   | 81,4 m3              | 81,4 m3                          | 106,8 m3             | 106,8 m3             | 438 m3               | 129,6 m3             |
| Reikwijdte bij volledige belading                  | Reikwijdte bij volledige belading                  | 7.300 km             | 11.825 km                        | 7.900 km             | 11.065 km            | 6.025 km             | 10.415 km            |
| Benodigde startbaanlengte bij volledige belading   | Benodigde startbaanlengte bij volledige belading   | 1.710 m              | 1.710 m                          | 2.410 m              | 2.410 m              | 2.410 m              | 2.896 m              |
| Maximale hoeveelheid brandstof                     | Maximale hoeveelheid brandstof                     | 63.000 l             | 91.000 l                         | 63.000 l             | 91.000 l             | 91.000 l             | 91.000 l             |